# Lagois-Fotowettbewerb
Der Lagois-Fotopreis prämiert alle zwei Jahre Fotografien und Bildreportagen aus den Bereichen Kultur, Gesellschaft, Sozialpolitik und Religion. Sein Namensgeber ist der deutsche Theologe, Fotograf und Filmemacher Martin Lagois.

## Hintergrund
2008 gründete die Kunsthistorikerin und Journalistin Rieke C. Harmsen den Lagois-Fotowettbewerb im Evangelischen Presseverband für Bayern e. V. (EPV). Seitdem vergibt das Medienhaus im Zweijahrestakt die mit insgesamt 5000 Euro dotierte Auszeichnung. 2010 wurde neben dem Fotopreis die Förderung eines noch unvollendeten Foto-Projektes eingeführt. 2018 richtete sich die Ausschreibung auch an Jugendliche ab 14 Jahren. 2018/2019 wurde der Fotowettbewerb zum Thema Kulturerbe von der Deutschen UNESCO-Kommission unterstützt. Die bayerische Regionalbischöfin Susanne Breit-Keßler ist Schirmherrin des Lagois-Wettbewerbs. Die Gewinner bestimmt eine Jury aus Vertretern der bayerischen Landeskirche, des Evangelischen Presseverbands für Bayern e. V., Kooperationspartnern, Fotografen und Bildexperten.

## Liste der Preisträger
In dieser Liste sind alle Preisträger des Lagois-Fotowettbewerbs mit ihren Gewinnerbildern aufgeführt.
| Jahr    | Auszeichnung | Gewinner                               | Thema                       | Motiv | Weblink |
| ------- | ------------ | -------------------------------------- | --------------------------- | --- | ------- |
| 2008    | 1. Fotopreis | Peter Dammann                          | Bildung                     | Kinder des Simon-Bolivar-Jugendorchesters in Venezuela.                                                         | Bild    |
| 2008    | 2. Fotopreis | Harald Rumpf                           | Bildung                     | Ein behindertes Mädchen im Unterricht.                                                                          | Bild    |
| 2008    | 3. Fotopreis | Torsten Seithe                         | Bildung                     | Jugendliche beim Kletterparcours in einer Turnhalle.                                                            | Bild    |
| 2008    | Sonderpreis  | Volker Derlath                         | Bildung                     | Szenen aus einer Schulklasse.                                                                                   | Bild    |
| 2010    | 1. Fotopreis | Toby Binder                            | Gemeinschaften              | Das Leben in der Schwesternschule des Nixon Memorial Methodist Hospital von Segbwema im Osten von Sierra Leone. | Bild    |
| 2010    | 2. Fotopreis | Felix Schmitt                          | Gemeinschaften              | Aus dem Alltag eines evangelischen Pastors in der ostfriesischen Gemeinde Suurhusen.                            | Bild    |
| 2010    | Förderpreis  | Jan-Christoph Hartung                  | Gemeinschaften              | Die Situation der Flüchtlinge in der spanischen Exklave Melilla in Nordafrika.                                  | Bild    |
| 2012    | Fotopreis    | Stéphan Lelarge                        | Generation Flucht           | "Was ist? Was bleibt?" – das Leben von Rosemarie Fischer nach dem Tod ihres Mannes.                             | Bild    |
| 2012    | Förderpreis  | Verena Berg                            | Generation Flucht           | Menschen, die während des Zweiten Weltkrieges ihre Heimat verlassen mussten.                                    | Bild    |
| 2014    | Fotopreis    | Alessandra Schellnegger                | Weltreligionen              | "Das Bürohaus Gottes" in München-Obersendling.                                                                  | Bild    |
| 2014    | Förderpreis  | Andy Spyra                             | Weltreligionen              | "Exodus" – Christen im Osten der Türkei.                                                                        | Bild    |
| 2016    | Fotopreis    | Sonja Hamad                            | Frauen auf der Flucht       | "Jin – Jiyan – Azadi" – Kämpferinnen, die im Nahen Osten gegen den IS kämpfen.                                  | Bild    |
| 2016    | Förderpreis  | Erol Gurian                            | Frauen auf der Flucht       | "Bekaa Blues" – das Leben aus Syrien geflüchteter Mädchen im libanesischen Bekaa-Tal.                           | Bild    |
| 2018/19 | Fotopreis    | Chiara Dazi                            | Immaterielles Kulturerbe    | "Wandertage" – Frauen auf der Walz.                                                                             | Bild    |
| 2018/19 | Förderpreis  | Christoph Otto                         | Immaterielles Kulturerbe    | "Das Dorf der Schlangen" – der Schlangenkult des italienischen Bergdorfes Cocullo in den Abruzzen.              | Bild    |
| 2018/19 | Jugendpreis  | Leonard Rössert                        | Immaterielles Kulturerbe    | Der Fischer Gaetano vor der italienischen Insel Stromboli.                                                      | Bild    |
| 2018/19 | Jugendpreis  | Leonie Schottler                       | Immaterielles Kulturerbe    | Die schwäbisch-alemannische Fastnacht.                                                                          | Bild    |
| 2018/19 | Jugendpreis  | Evangelische Jugend im Dekanat Neu-Ulm | Immaterielles Kulturerbe    | Die Kultur der Evangelischen Jugend.                                                                            | Bild    |
| 2021    | Fotopreis    | Anne Ackermann                         | Gesichter der Nächstenliebe | "Portraits of Consolation" – was Menschen Trost spendet.                                                        | Bild    |
| 2021    | Förderpreis  | Thomas Lohnes                          | Gesichter der Nächstenliebe | Die Helfer im Ahrtal nach der Flutkatastrophe vom 14. Juli 2021.                                                | Bild    |
| 2021    | Jugendpreis  | Pia Pascale Heer                       | Gesichter der Nächstenliebe | "KIMI" – Ausschnitte aus dem Alltag mit Kim, die seit einem Herztod von ihrer Familie gepflegt wird.            | Bild    |
| 2021    | Jugendpreis  | Therese Kietzmann                      | Gesichter der Nächstenliebe | "Barber Angels Brotherhood"                                                                                     | Bild    |
| 2021    | Jugendpreis  | Lena Reese                             | Gesichter der Nächstenliebe | Wie junge Menschen soziales Engagement zeigen.                                                                  | Bild    |
| 2021    | Jugendpreis  | Angelina Schlosser                     | Gesichter der Nächstenliebe | "Nichts trennt uns" – Besuche bei der Großmutter in Zeiten der Corona-Pandemie.                                 | Bild    |
| 2021    | Jugendpreis  | Clara Stöhr und Nadine Waibl           | Gesichter der Nächstenliebe | "EsAuMo" – die Essensausgabe für Bedürftige während des Lockdowns in der Versöhnungskirche München.             | Bild    |